# Natalia Rybczynski
Natalia Rybczynski est une paléobiologiste canadienne. Elle est une chercheuse avec le Musée canadien de la nature et est professeure à l'Université Carleton à Ottawa en Ontario. Elle a un doctorat de l'université Duke. Elle est connue pour avoir découvert Puijila darwini, un mammifère arctique carnivore qui était le lien manquant entre les mammifères terrestres et les pinnipèdes modernes en 2007 sur l'île Devon dans l'archipel arctique canadien. La découverte a été annoncée dans la revue scientifique Nature en avril 2009. Elle a aussi contribué à la compréhension de la biomécanique de Suminia, un mammifère primitif.

## Publications
- 2008. Woodcutting behavior in beavers (Castoridae, Rodentia): estimating ecological performance in a modern and a fossil taxon. Paleobiology, 34(3), 389-402, DOI 10.1666/06085.1.